# Banu Muzayna
I Banū Muzayna (in arabo ﺑﻨﻮ ﻣﺰﻳﻨـة‎?) furono una tribù araba peninsulare, a sud di Yathrib, che i genealogisti (nassāba) indicavano come discendente di ʿAmr b. Udd b. Ṭābikha, il cui progenitore era ʿAdnān.
La tribù non era ricca ed economicamente era fortemente dipendente da Yathrib, dai cui abitanti erano sovente assunti come lavoranti, tanto che Maometto, per questi tradizionali stretti legami, volle trattarli con particolare riguardo e benevolenza.
Furono tra le prime tribù beduine a convertirsi e i suoi guerrieri furono presenti a Badr, Uḥud, ad al-Ḥudaybiyya, a Khaybar, alla conquista nel 630 di Mecca e a Ḥunayn.
Rimasti fedeli a Medina nelle cosiddette guerra della ridda, i Muzayna presero parte anche alle conquiste della Mesopotamia e della Persia, finendo con lo stabilirsi nei due neo-istituiti amṣār di al-Kūfa e di Baṣra. 

## Personalità dei Muzayna
Ai Muzayna appartennero due dei più importanti poeti mukhaḍramūn: Zuhayr b. Abī Sulmā e suo figlio Kaʿb b. Zuhayr, ma va ricordato anche al-Nu'man ibn Muqarrin, guerriero impegnato nella conquista della Persia sasanide.